# 川勝隆雄
川勝 隆雄（かわかつ たかかず）は、江戸時代中期の旗本。隆尚流川勝家の3代当主。

## 生涯
宝永元年（1704年）、川勝氏の男子として江戸に生まれ、後に川勝隆明の婿養子となった。享保元年（1716年）9月朔日、13歳で初めて将軍徳川吉宗に謁見した。享保20年（1735年）5月16日、義父隆明の隠居により、家督（上野・相模内2,800石）を継いだ。
元文2年（1737年）12月4日、江戸城西の丸の小姓組に列した。元文5年（1740年）正月11日、使番に転じ、寛保元年（1741年）12月19日に布衣を着る事を許された。延享4年（1747年）上野国館林城を松平右近将監武元に与えるため、同年正月15日、現地に赴き城引渡しの役を務めた。宝暦2年（1752年）10月18日、職を辞し寄合に列し、宝暦8年（1758年）9月18日に隠居した。家督は養子の隆忠に譲った。
明和8年（1771年）正月22日、68歳で没した。